# Campo Novo de Rondônia
Campo Novo de Rondônia is een gemeente in de Braziliaanse deelstaat Rondônia. De gemeente telt 12.915 inwoners (schatting 2009).